# Мајк Браун
Мајк Браун (енгл. Mike Brown; 4. септембар 1985) професионални је рагбиста, играч премијерлигаша Харлеквинс и енглески репрезентативац који је 2014. проглашен за најбољег играча такмичења Куп шест нација.

## Биографија
Висок 183 цм, тежак 89 кг, Браун од почетка каријере до данас игра за рагби јунион тим Харлеквинс, за који је до сада одиграо 244 мечева и постигао 405 поена. За репрезентацију Енглеске је одиграо 42 тест меча и постигао 8 есеја.